# Герман Цулегер
Герман Цулегер (нім. Hermann Zuleger; 12 березня 1882, Будвайс — 1951, Відень) — австро-угорський, австрійський і німецький офіцер, генерал-майор австрійської армії (25 червня 1935) і вермахту (15 березня 1938).

## Біографія
18 серпня 1903 року вступив у австро-угорську армію. Учасник Першої світової війни, після завершення якої продовжив службу в австрійській армії. 30 вересня 1937 року вийшов у відставку.
Після аншлюсу 15 березня 1938 року переданий в розпорядження вермахту. З 17 липня 1941 року — комендант 578-ї, з 12 січня 1942 року — 774-ї польової комендатури. В 1943 році відправлений в резерв фюрера, в тому ж році призначений вищим артилерійським командиром. 30 квітня 1944 року термін мобілізації Цулегера завершився. 30 вересня звільнений у відставку.

## Нагороди
- Ювілейний хрест
- Пам'ятний хрест 1912/13
- Медаль «За військові заслуги» (Австро-Угорщина)
  - бронзова
  - бронзова з мечами
  - срібна з мечами
- Хрест «За військові заслуги» (Австро-Угорщина) 3-го класу з військовою відзнакою і мечами
- Орден Залізної Корони 3-го класу з військовою відзнакою і мечами
- Військовий Хрест Карла
- Пам'ятна військова медаль (Австрія) з мечами
- Срібний почесний знак «За заслуги перед Австрійською Республікою»
- Хрест «За вислугу років» (Австрія) 2-го класу для офіцерів (25 років)
- Хрест «За військові заслуги» (Австрія) 2-го класу (18 жовтня 1937)
- Почесний хрест ветерана війни з мечами
- Медаль «За вислугу років у Вермахті» 4-го, 3-го, 2-го і 1-го класу (25 років)